# Авіґдор Бен-Ґаль
Авіґдор «Януш» Бен-Ґаль (івр. אביגדור (יאנוש) בן-גל, уродж. Януш Людвіг Голдлюст 14 травня 1936, Лодзь — 13 лютого 2016) — ізраїльський військовий, алуф Армії оборони Ізраїлю.

## Життєпис
Народився 1936 року в польському місті Лодзь. Йому було три роки, коли почалася Друга світова війна. Після вторгнення німецьких військ на територію Польщі родина Голдлюст перебралася до СРСР. Там польські євреї були звинувачені у шпигунстві та заслані до Сибіру. Його батьки, Яків та Юна, зникли безвісти на засланні, а йому та його сестрі Ілоні вдалося вижити завдяки тому, що групі польських дітей, у тому числі євреїв, у 1943 році було дозволено виїхати з польською армією через Іран до Палестини. Надалі ця група отримала назву «Тегеранські діти». Януш та його сестра виховувалися у сім'ї далекого родича.
У 1955 році, після проголошення незалежності Ізраїлю та закінчення арабо-ізраїльської війни (1947—1949), Бен-Ґаль був призваний до армії, в танкові частини. Під час «Суецької війни» взяв участь у бойових діях. Після війни закінчив офіцерські курси. Він хотів стати лікарем, але після служби залишився в армії. У жовтні 1960 року офіційно змінив ім'я на Авіґдор Бен-Ґальь, хоча в армії його продовжували називати Янушем. У 1962—1964 роках навчався на військових командних курсах у Франції. Під час «Шестиденної війни» командував розвідувальними підрозділами 200-ї бригади, яка прорвалася через єгипетські укріплення на Синаї. Був поранений, коли його позашляховик підірвався на міні. Під час війни на виснаження командував 77-м бронетанковим батальйоном «Оз» на узбережжі Суецького каналу. Під час «Війни Судного дня» командував 7-ю бронетанковою бригадою, яка затримала наступ сирійської армії на Голанських висотах. Бен-Ґаль передбачав війну за два тижні до її початку і почав підготовку своєї бригади. Оскільки загроза війни не сприймалася всерйоз в Ізраїлі в той час, його затаврували як «божевільного». Проте коли вибухнула війна, його бригада була єдиним підрозділом у стані повної бойової готовності. Героїчні дії 7-ї бронетанкової бригади, а також особистий героїзм та командування Бен-Ґалья, на думку багатьох, були вирішальним чинником в ізраїльській перемозі над Сирією.
У 1977 році став командувачем Північного військового округу. Цю посаду він обіймав до 1981 року. Командував військами під час антитерористичних операцій «Літані», «Шалехет», «Менора», «Іш дамім», «Мовіль», «Сіґаль» та «Цильцаль». У 1981—1983 роках, у тому числі і під час першої ліванської війни, командував 446-м (Північним) корпусом. 1983 року, після невдалої спроби стати начальником генерального штабу (був обраний Моше Леві), вийшов у відставку.
З 1996 по 2002 рік Бен-Ґаль був головою ради директорів Israel Aerospace Industries, змінивши на цій посаді Цві Цура та Орі Орра. Він також входив до складу Ради з міжнародної політики Інституту міжнародної політики боротьби з тероризмом.
Під час військової конференції 2007 року в Латруні Бен-Ґаль різко критикував те, що він вважав погіршенням боєготовності ЦАГАЛю, і стверджував, що технологічна революція ЦАГАЛю перетворила солдатів на «біонічні машини» та посіяла страх серед старших офіцерів, які відкривають критика перешкоджала б просуванню в кар'єрі. Він висловив думку, що всі нові технології, які впроваджувалися, були марними, і стверджував, що дійшло до того, що командири віддають перевагу листуванню один одному електронною поштою замість безпосередньої взаємодії.
З 2009 року і до самої смерті він обіймав посаду голови ради директорів фірми з кіберзброї NSO Group Бен-Ґаль помер 13 лютого 2016 року на 80-мц році життя.